# Michael Astor
Pour les autres membres de la famille, voir Famille Astor.
Michael Langhorne Astor (10 avril 1916 - 28 février 1980), est un homme politique britannique.

## Biographie
Fils de Waldorf Astor (2e vicomte Astor) et de Nancy Astor, il suit ses études à Eton College.
Il sert comme capitaine dans la Royal Artillery.
Il est membre de la Chambre des communes de 1945 à 1951.
Il se maria à Barbara McNeill, à Pandora Clifford, puis à Judith Innes.

## Sources
- (en) Cet article est partiellement ou en totalité issu de l’article de Wikipédia en anglais intitulé « Michael Astor » (voir la liste des auteurs).
- Notices d'autorité :   - VIAF
  - ISNI
  - GND
  - Pays-Bas
  - NUKAT
- Ressource relative aux beaux-arts :   - National Portrait Gallery
- Ressource relative à la vie publique :   - Hansard 1803–2005